# Naturally (Selena Gomez & the Scene)
Naturally è un brano musicale del gruppo statunitense Selena Gomez & the Scene, pubblicato il 1º febbraio 2010. In Europa è stato il primo singolo dall'album di debutto del gruppo Kiss & Tell, poiché il precedente singolo Falling Down era stato pubblicato solo fuori dall'Europa. Il brano è scritto da Antonina Armato, Tim James e Devrím Karaoglu e prodotto dai primi due.
Naturally è una canzone d'amore uptempo di genere pop basata sugli stili electropop e Hi-NRG. Il brano ha ricevuto critiche positive e un buon successo commerciale, raggiungendo la top ten delle classifiche in alcuni paesi (Fiandre, Vallonia, Irlanda, Regno Unito e Slovacchia) ed entrando comunque in classifica in molti altri. Negli Stati Uniti, è stato il primo singolo del gruppo a essere trasmesso alla radio, cosa che ha contribuito al maggiore successo ottenuto rispetto a Falling Down, con la ventinovesima posizione della classifica statunitense e la diciottesima di quella canadese. Il singolo è stato certificato disco di platino sia in Canada sia negli Stati Uniti (per aver venduto rispettivamente almeno 80.000 e 1.000.000 di copie). La canzone è stata inclusa da About.com all'84º posto nella lista delle cento migliori canzoni pop del 2010.
Nel video di Naturally la cantante è mostrata cantare, vestita in vari modi, accompagnata da diversi sfondi geometrici e da effetti speciali. I Selena Gomez & the Scene si sono esibiti dal vivo con il brano in varie occasioni, fra le quali durante il programma Dick Clark's New Year's Rockin' Eve with Ryan Seacrest.

## Composizione
Naturally è un brano uptempo di genere pop basata sugli stili elettropop e Hi-NRG dal ritmo dance. Selena Gomez ha descritto la canzone come "leggera, energica e in stile pop." Naturally ha un tempo di 132 battiti per minuto. La canzone è scritta nella chiave di Si minore e la voce della Gomez copre circa due ottave, dal Fa3 al La♭5. Essa segue una progressione di Si♭m–Sol♭–La♭.
Secondo Chris Ryan di MTV News Naturally trae influenze dalla musica della cantante australiana Kylie Minogue. Secondo quanto detto dai critici musicali di CBBC, la canzone parla dell'incontro con qualcuno che si sente bene con se stesso, visto che la protagonista canta di quanto sia felice con questa persona. Il testo parla inoltre di una relazione nella quale tutto avviene "da sé", come dice appunto il titolo del brano. In un'intervista con Digital Spy la Gomez ha dato la sua interpretazione del significato di Naturally, dicendo che parla di "due persone che sono fatte l'una per l'altra e che quindi non devono forzare i loro sentimenti, ma che sono veramente innamorate". La cantante ha inoltre affermato che secondo lei la canzone rappresenta l'intero album.

## Critica
Bill Lamb, critico del sito About.com, ha definito Naturally una delle migliori canzoni dell'album Kiss & Tell. Mikael Wood di Billboard ha dato al brano una recensione positiva, affermando che "ha un succulento ed orecchiabilissimo aggancio vocale". Durante un articolo sull'album Kiss & Tell, Robert Copsey di Digital Spy ha definito Naturally "martellante di musica elettronica", commentando che "è innocente come l'anello di purezza sul dito della Gomez" e che "mette perfettamente in mostra la sua limpida voce." Copsey ha inoltre affermato che l'orecchiabile ritmo della canzone e il suo stile non appaiono nelle altre canzoni dell'album. Nella recensione specifica sul singolo, Nick Levine, anch'egli di Digital Spy, ha affermato che Naturally è il primo singolo associato alla Disney dal ritmo ballabile da See You Again di Miley Cyrus (2007). Commentando riguardo alla possibile longevità della Gomez nel mondo della musica, Levine ha detto: "È troppo presto per avere delle certezze, ma persino le bionde scandinave si farebbero castane per questa canzone." Un critico di Popjustice ha inoltre detto che Naturally "sembra curiosamente all'avanguardia, quasi oltre i confini, comparandola alle altre canzoni pubblicate dalla Hollywood Records". Bill Lamb di About.com ha definito Naturally l'ottantaquattresima migliore canzone pop del 2010.

## Successo commerciale

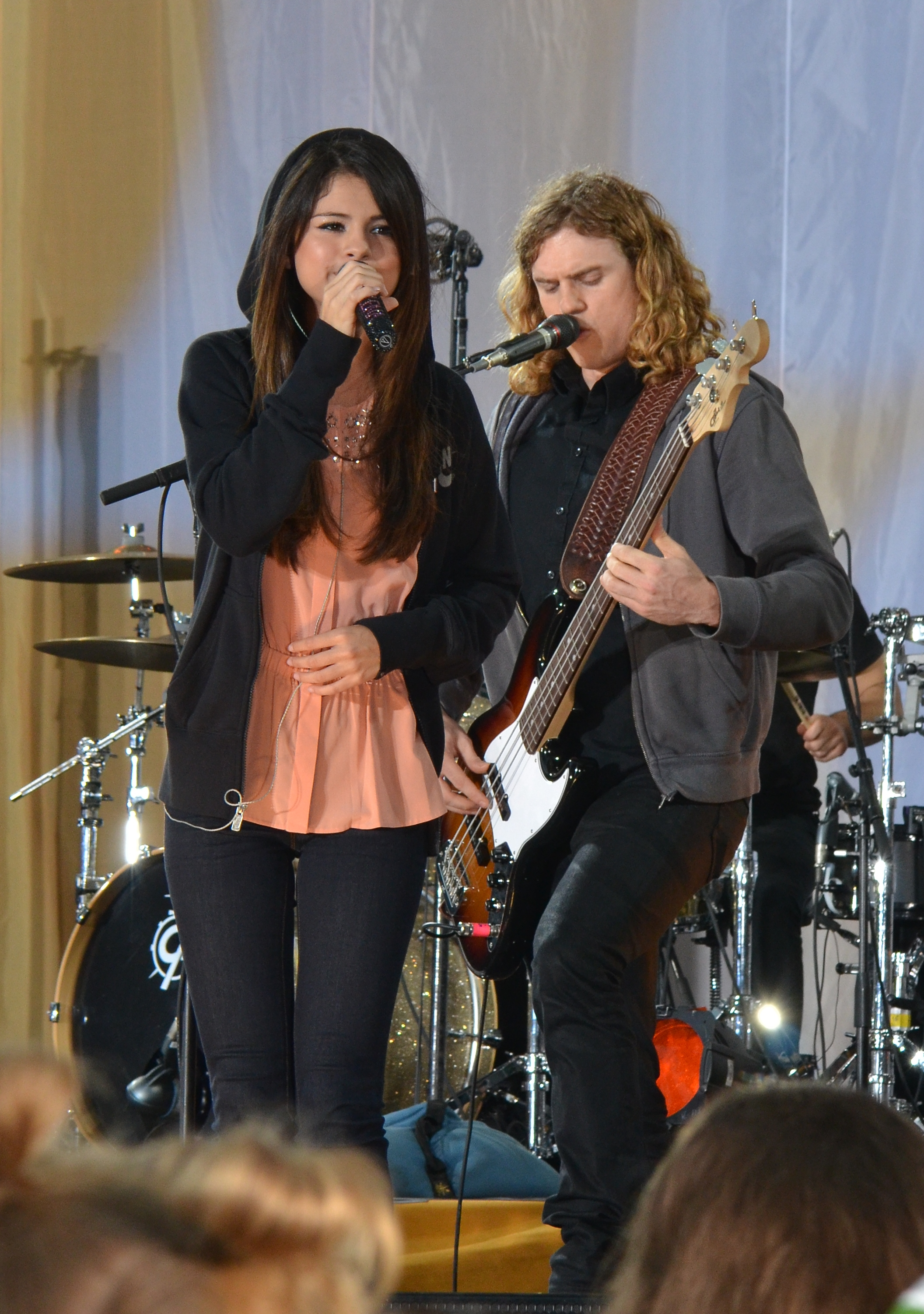
I Selena Gomez & the Scene hanno cantato Naturally durante una puntata di giugno 2011 del programma statunitense Good Morning America.

Dopo essere entrata alla sessantacinquesima posizione della classifica digitale statunitense, Naturally, aiutata dalle vendite del periodo natalizio, è salita al trentaquattresimo posto. Grazie alle vendite digitali, il singolo ha fatto il suo debutto alla posizione numero trentanove della Billboard Hot 100 il 9 gennaio 2010; Naturally ha inoltre fatto il suo ingresso nella Billboard Canadian Hot 100 il 16 gennaio, al sessantatreesimo posto. Il singolo ha successivamente raggiunto il ventinovesimo e il diciottesimo posto nelle classifiche rispettivamente degli Stati Uniti e del Canada, nelle cui top 100 ha passato in totale ventuno e venti settimane. Naturally è la settantasettesima canzone più venduta negli Stati Uniti nel 2010 e l'ottantanovesima in Canada. È stato certificato disco di platino in entrambi i Paesi. A settembre 2010 le vendite statunitensi di Naturally ammontavano a 1.458.000 copie.
Naturally è entrata alla posizione numero quarantasei nella classifica australiana e alla ventesima di quella neozelandese; ha passato due settimane in entrambe le classifiche. Naturally ha fatto il suo ingresso nella classifica britannica al settimo posto, rendendo la Gomez la prima artista di Disney Channel ad entrare nella top ten del Regno Unito con un singolo da quando Hilary Duff vi debuttò alla posizione numero sette nel 2005 con Wake Up. Naturally ha avuto un successo medio nel resto dell'Europa, entrando nelle top ten di Fiandre, Vallonia, Irlanda e Slovacchia e raggiungendo posizioni più basse in altri Paesi.

## Video musicale
Il video musicale di Naturally è stato girato il 14 novembre 2009 ed è stato mostrato in anteprima l'11 dicembre 2009 su Disney Channel subito dopo il film Phineas and Ferb Christmas Vacation. Gli effetti speciali del video lo rendono più complesso di quello precedente, Falling Down, che non ne fa uso. La Gomez ha commentato: "Il video è molto diverso da qualunque altro video che abbia fatto. Indosso vestiti meno da ragazzina e ci sono molti colori vivaci." Due versioni diverse del video sono state pubblicate per i remix di Ralphi Rosario e di Dave Audé. Nel video è mostrata la Gomez cantare vestita in vari modi, accompagnata da sfondi diversi. La clip è stata diretta da Chris Dooley. Chris Ryan di MTV News ha definito la Gomez una "regina danzante" e ha affermato che ella "sembra essere a suo agio nel video".
È uno dei video che ha ottenuto la certificazione Vevo.

## Tracce
EP remix (Stati Uniti)
1. Naturally – 3:08
2. Naturally (Dave Audé Remix) – 4:01
3. Naturally (Ralphi Rosario Remix) – 3:39
4. Naturally (Disco Fries Remix) – 3:57

Download digitale (Regno Unito)
1. Naturally – 3:05
2. Naturally (Versione strumentale) – 3:22

EP remix (Regno Unito)
1. Naturally (Dave Audé Club Mix) – 7:43
2. Naturally (Ralphi Rosario Extended Mix) – 9:07
3. Naturally (Disco Fries Extended Mix) – 5:26

CD singolo (Germania)
1. Naturally – 3:08
2. Kiss & Tell – 3:17

## Crediti
- Compositori: Antonina Armato, Tim James, Devrím Karaoglu
- Produttori: Antonina Armato, Tim James, Devrím Karaoglu (coproduttore)
- Mixing: Tim James, Paul Palmer

## Classifiche
| Classifica (2010) | Posizione massima |
| ----------------- | ----------------- |
| Australia         | 46                |
| Austria           | 37                |
| Belgio (Fiandre)  | 7                 |
| Belgio (Vallonia) | 10                |
| Canada            | 18                |
| Germania          | 14                |
| Irlanda           | 7                 |
| Italia            | 44                |
| Nuova Zelanda     | 20                |
| Regno Unito       | 7                 |
| Repubblica Ceca   | 39                |
| Slovacchia        | 2                 |
| Spagna            | 36                |
| Stati Uniti       | 29                |
| Svezia            | 56                |
| Svizzera          | 54                |
| Ungheria          | 22                |

### Classifiche di fine anno
| Classifica (2010) | Posizione |
| ----------------- | --------- |
| Belgio (Fiandre)  | 53        |
| Belgio (Vallonia) | 70        |
| Canada            | 89        |
| Stati Uniti       | 77        |

## Date di pubblicazione
| Paese       | Data             | Formato           |
| ----------- | ---------------- | ----------------- |
| Stati Uniti | 1º febbraio 2010 | Download digitale |
| Australia   | 2 febbraio 2010  | Download digitale |
| Belgio      | 26 febbraio 2010 | Download digitale |
| Irlanda     | 8 aprile 2010    | Download digitale |
| Regno Unito | 8 aprile 2010    | Download digitale |
| Germania    | 9 aprile 2010    | CD singolo        |